# Tauty
Tauty – jezioro w Polsce, położone w gminie Orneta, w powiecie lidzbarskim oraz w gminie Pieniężno, w powiecie braniewskim o powierzchni 95 hektarów. Nad jeziorem leży wieś Glebiska.